# Rue Wilhem
La rue Wilhem est une voie du 16e arrondissement de Paris, en France.

## Situation et accès
La rue Wilhem est une voie publique située dans le 16e arrondissement de Paris. Elle débute au 100, quai Louis-Blériot et se termine au 1, rue Chardon-Lagache et place de l'Église-d'Auteuil.
Le quartier est desservi par la ligne 10 à la station de métro Église d’Auteuil.

## Origine du nom

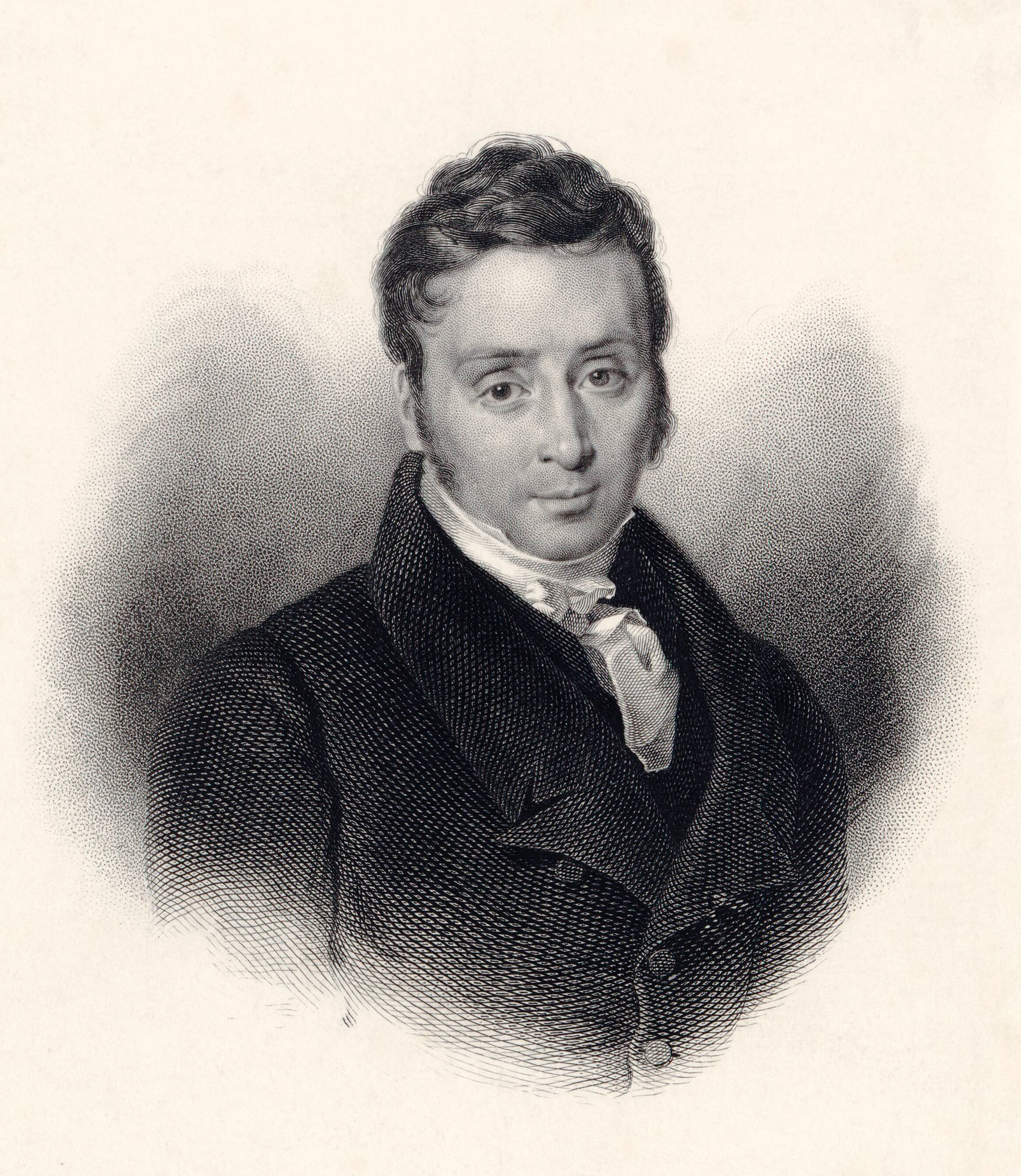
Le musicien Wilhem.

Elle porte le nom de Guillaume Louis Bocquillon, dit Wilhem (1781-1842), fondateur de l'orphéon municipal.

## Historique

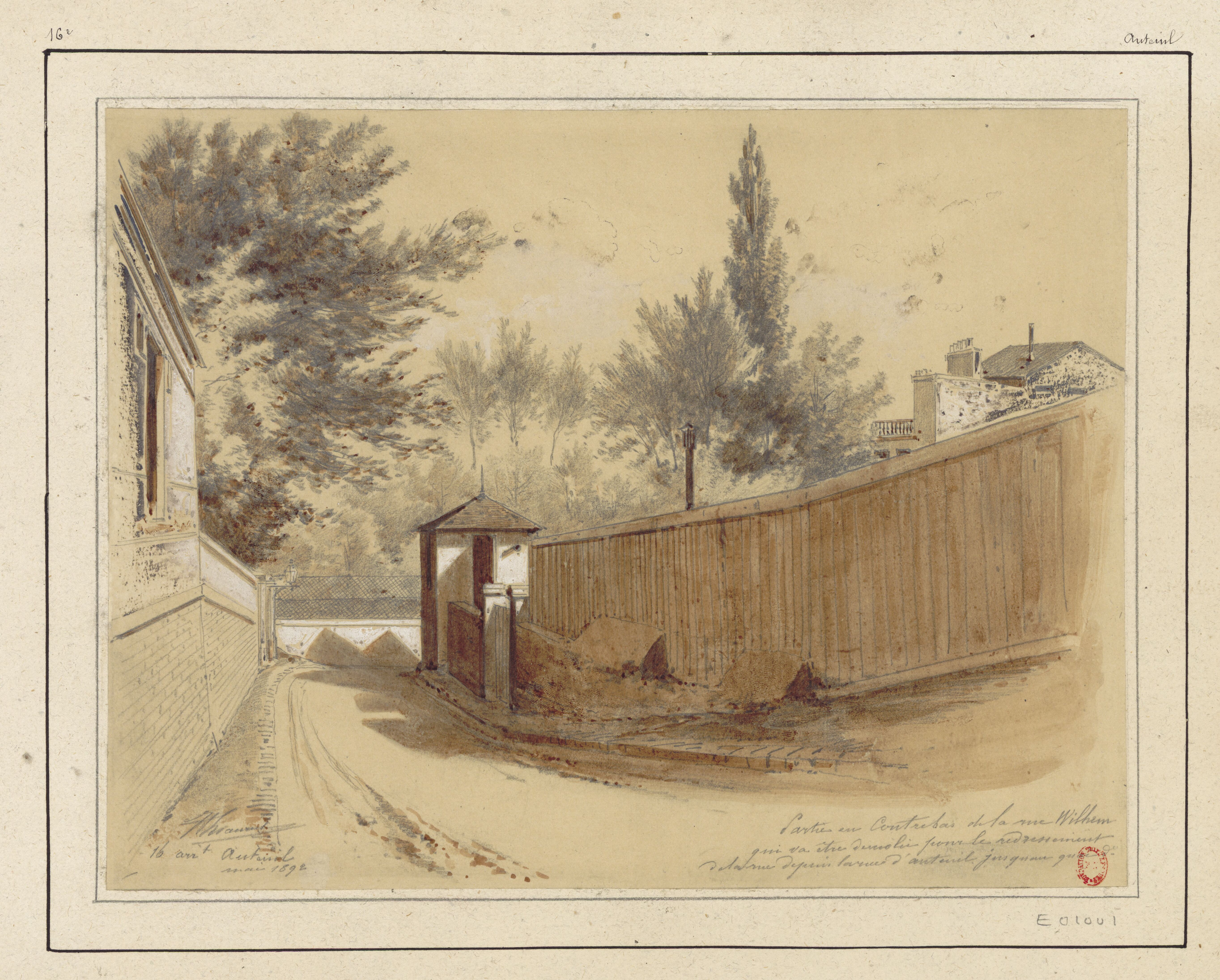
La partie en contrebas de la rue en 1892 avant son redressement (dessin de Jules-Adolphe Chauvet).

Cette rue de l'ancienne commune d'Auteuil figurait en 1730 sur le plan de Roussel et portait le nom de « sentier des Arches ». Elle reliait la Seine à l'église Notre-Dame-d'Auteuil. Elle est ensuite dénommée « rue Sainte-Geneviève » car elle conduisait à la maison seigneuriale de l'abbaye homonyme puis, en 1794, « rue de la Montagne », avant d'être dénommée « rue de Seine » à partir de 1800.
Les segments compris entre les actuels quai Louis-Blériot et l'avenue de Versailles et entre les rues Mirabeau et Chardon-Lagache sont classés dans la voirie parisienne en vertu d'un décret du 23 mai 1863 et prennent leur dénomination actuelle par un décret du 24 août 1864.
À l'origine, la rue Wilhem constituait une ligne droite depuis l'ouest, empruntant le tracé de nos jours suivi par la rue Narcisse-Diaz (qui à l'époque débutait à l'est, avenue de Versailles, un peu plus au sud de son tracé actuel et donc de la rue Wilhem). Il faut attendre le décret du 22 décembre 1890 pour qu'une interversion ait lieu entre les deux voies et que l'actuelle section sud située entre l'avenue de Versailles et la rue Mirabeau prenne le nom de rue Wilhem.
À noter aussi qu'au niveau de l'avenue de Versailles, alors chaussée de Versailles, la rue Wilhem passait par un tunnel afin de gagner la Seine. Après l'attentat d'Orsini en 1858, chaque fois que l'empereur Napoléon III passait par la voie pour rejoindre Versailles, le tunnel était protégé. Pour régler définitivement le problème, il fut finalement bouché.

## Bâtiments remarquables et lieux de mémoire

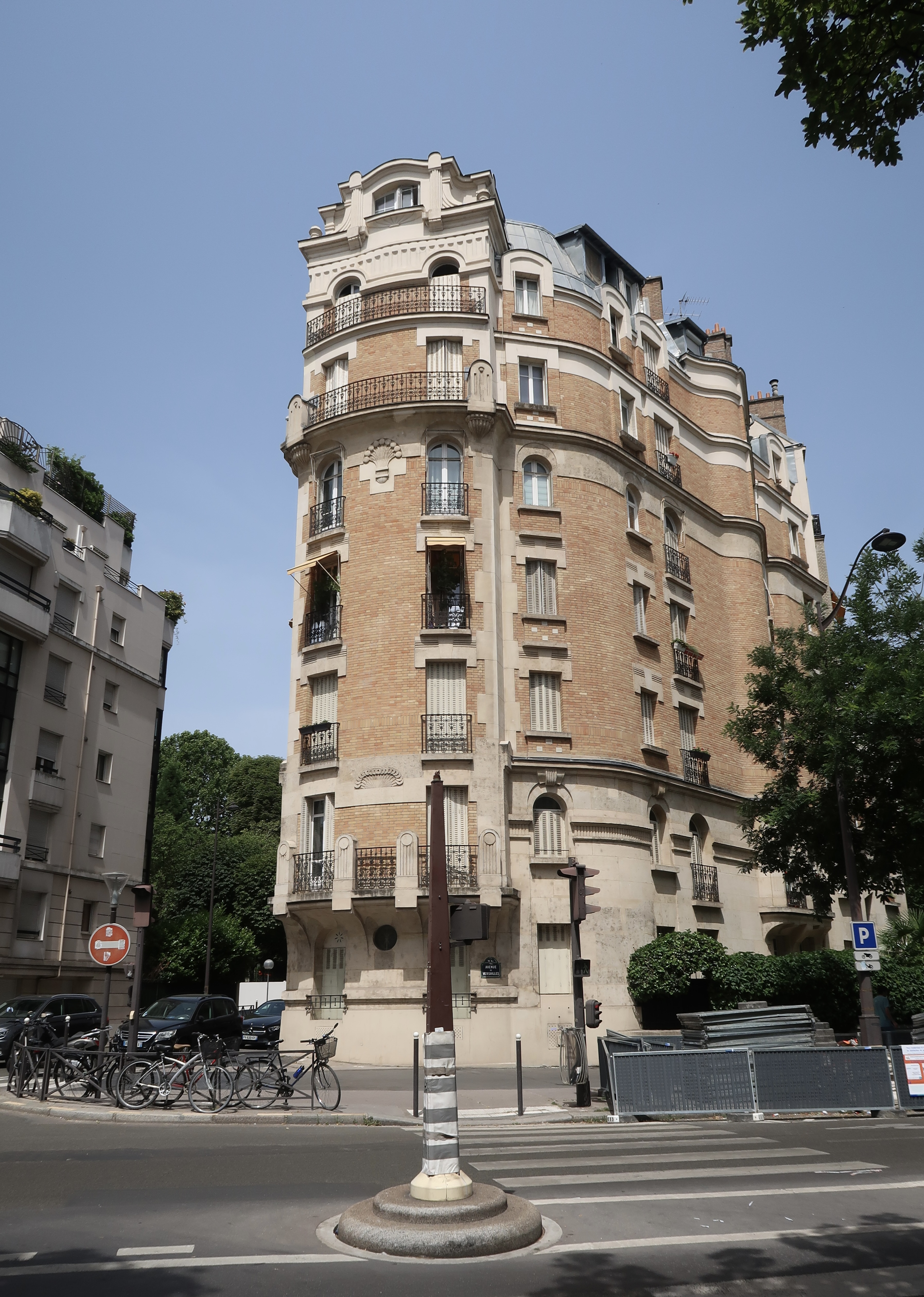
Au croisement avec l'avenue de Versailles.

- Sur la partie nord de la voie, près de l'église, se trouvait autrefois une maison achetée en 1609 par l'abbaye Sainte-Geneviève à Louis Hennequin, alors intendant du prince de Conti. En 1673, les Génovéfains la louent à Chrétien-François de Lamoignon, en 1723 à Michel de Verthamont (président du Grand Conseil) puis en 1738 au comte d'Argenson. Sous la Révolution, en 1791, l'édifice est vendu comme bien national.
- Au croisement avec la rue Mirabeau, à son no 35, se trouve le pavillon de la fondation Rossini, qui longe la rue Wilhem. Il fait de nos jours partie de l'ensemble hospitalier Sainte-Périne. La fondation est créée en janvier 1888 pour accueillir une maison de retraite, grâce au testament de la femme du compositeur italien Gioachino Rossini. Elle est à l'origine destinée aux « chanteurs français et italiens âgés et dénués de ressources ou atteints de maladies incurables » et compte 75 lits. L'architecte du pavillon est Véra[2],[3]. Derrière se trouvent des bâtiments hospitaliers modernes.
- No 12 : maison où habita le collectionneur d'art Sergueï Chtchoukine et sa famille de 1926 à 1936, date de sa mort ; une plaque y a été apposée en juin 2018[4].
- No 16 : immeuble d'habitation de Jean Hillard édifié en 1927[5].
- L'écrivain Michel Leiris (1901-1990) a vécu avec sa mère et sa femme dans cette rue.